# Mount Rubin
Der Mount Rubin ist ein großer, 1560 m hoher und sanft kuppelförmiger Berg mit einer sich nach Osten erstreckenden Moräne im ostantarktischen Mac-Robertson-Land. Er ragt 26 km westnordwestlich des Cumpston-Massivs in den Prince Charles Mountains auf.
Luftaufnahmen vom Berg entstanden bei einem Überflug im Rahmen der Australian National Antarctic Research Expeditions (1956–1958). Das Antarctic Names Committee of Australia (ANCA) benannte ihn nach  dem US-amerikanischen Meteorologen Morton Joseph Rubin (1917–2004), der als Austauschwissenschaftler im Jahr 1958 auf der sowjetischen Mirny-Station tätig war und von 1973 bis 1974 dem Advisory Committee on Antarctic Names angehörte.